# Rhabdomastix (Rhabdomastix) eugeni
Rhabdomastix (Rhabdomastix) eugeni is een tweevleugelige uit de familie steltmuggen (Limoniidae). De soort komt voor in het Palearctisch gebied.